# Historia de Dresde
| Pertenencias históricas Margraviato de Meissen 1206-1423 Electorado de Sajonia 1423-1485 Ducado de Sajonia 1485-1547 Electorado de Sajonia 1547-1806 Reino de Sajonia 1806-1918 República de Weimar 1918-1933 Alemania nazi 1933-1945 Alemania ocupada 1945-1949 Alemania Oriental 1949-1990 Alemania 1990-presente |

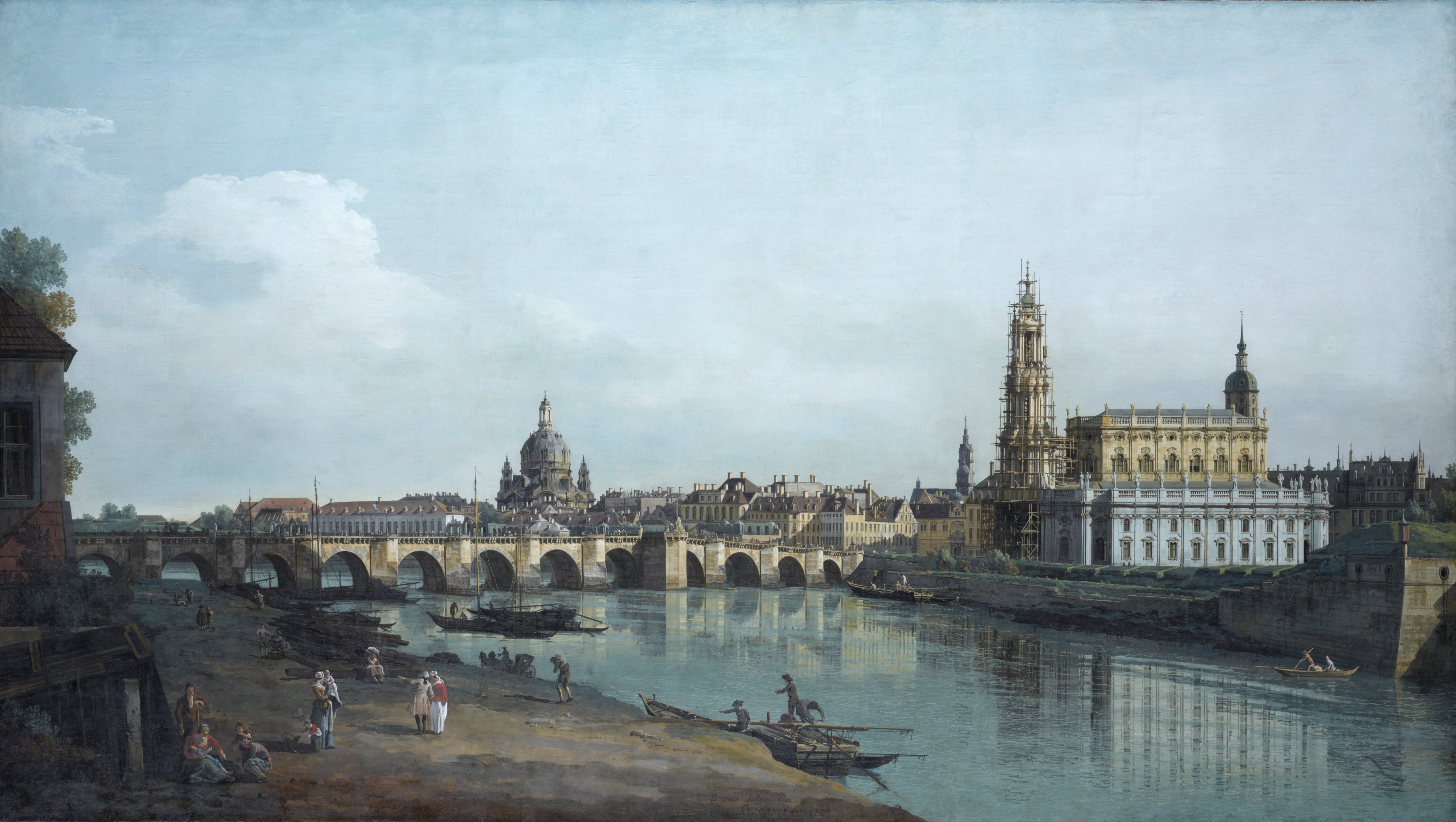
El Elba cerca de Dresde, vista del horizonte de la ciudad desde el muelle de Neustadt, obra de Bernardo Bellotto, llamado Canaletto (1748)

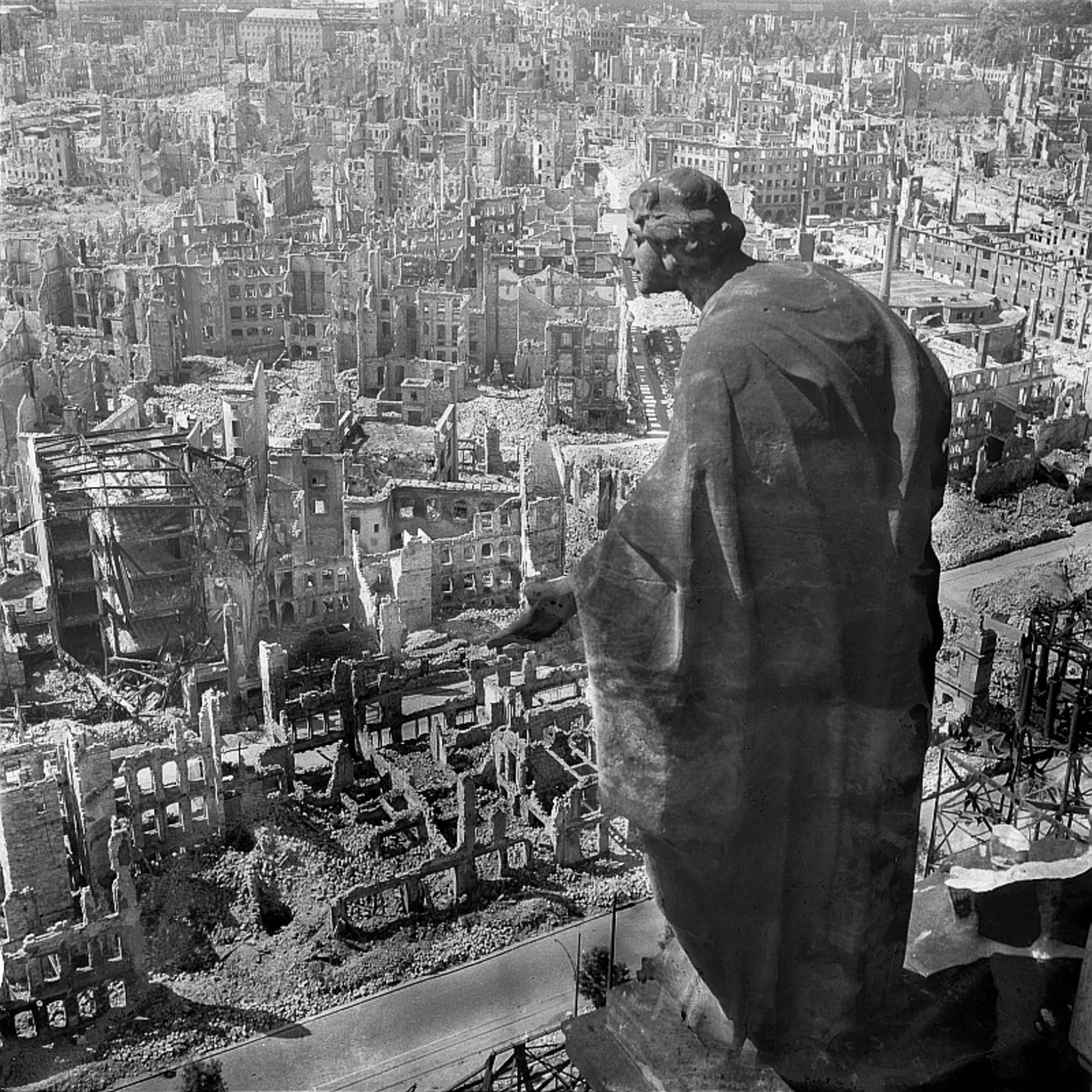
Las ruinas de Dresde en 1945, completamente arrasada por los bombardeos Aliados. Mirando al sur desde la torre del ayuntamiento (Rathaus). Estatua Güte (El bien o la bondad) de August Schreitmüller (1908-1910)

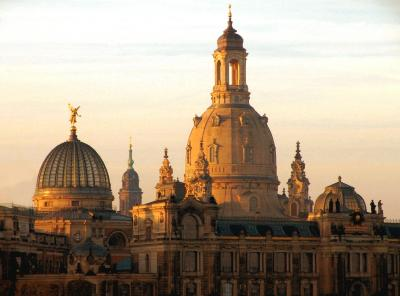
La Frauenkirche, unos años después de su reconstrucción y reconsagración, que se ha convertido en el símbolo de la reconstrucción de la ciudad

Los primeros poblamientos de la zona donde hoy se enclava Dresde datan del Neolítico. Dresde, cuyo nombre proviene del antiguo sorabo drežďany («pantano» o «ribereño de la ripisilva»),  fue al principio sólo un pueblo de pescadores y campesinos. No se menciona por primera vez hasta 1206. Después de la división de la casa de Wettin en dos ramas en 1485; la ciudad recayó en manos del hijo menor, Alberto, quien la convirtió en la capital del ducado de Sajonia, ampliando sus posesiones hasta convertirse en un centro político y cultural. Desde 1547 experimentó un gran auge tras la rebelión de los Wettin para obtener la dignidad Electoral, haciendo de Sajonia el estado protestante más importante del Sacro Imperio Romano Germánico.
El desarrollo de la ciudad se vio estancado por la guerra de los Treinta Años (1618-1648). En 1685 el casco antiguo ardió completamente y necesitó bastantes años para su total reconstrucción como "Nueva ciudad regia" (hoy Neustadt). Bajo el gobierno de Augusto el Fuerte, Dresde se labró su fama de ciudad cultural — la «Florencia del Norte»— que todavía mantiene: invitó a arquitectos, compositores y músicos, a menudo llegados de Italia o Austria, y se construyó el complejo barroco del Zwinger, el palacio japonés y la Hofkirche y adquirió colecciones excepcionales de obras de arte.
Durante el siglo XVIII, Dresde fue conquistada por Prusia en dos ocasiones: guerra de sucesión austriaca (1745) —cuando se firmó en la ciudad un tratado de paz entre Austria y el ducado de Sajonia que aseguraba Silesia a Prusia— y guerra de los Siete Años (1756-1763), en la que los prusianos incendiaron la ciudad. En 1760 Dresde fue asediada otra vez por Prusia, esta vez sin éxito, aunque tuvo que soportar un nuevo bombardeo. A principios del año 1791 se firmó en Dresde la Declaración de Pillnitz, que dio comienzo a unas hostilidades entre Francia y Alemania que durarían 150 años, descontentos los soberanos alemanes con los resultados de la Revolución francesa. En 1813, un año después de haber celebrado allí el famoso congreso de Dresde, durante la Guerra de la Sexta Coalición contra Napoleón I, tuvieron lugar en los alrededores de Dresde batallas decisivas como Dresde (26 y 27 de agosto) y Leipzig. En esta ocasión el reino de Sajonia, con Dresde a la cabeza, luchó junto a los franceses, que protegieron la ciudad y la defendieron contra los posteriores ataques. Vencidos los franceses frente a un ejército de coalición integrado por austriacos, rusos y prusianos, entregarían la ciudad el 16 de noviembre que fue ocupada por los rusos hasta que el 8 de noviembre de 1814 fue transferidas al gobernador prusiano. Las fortificaciones de la ciudad fueron destruidas en 1815. A lo largo del siglo XIX Dresde se convirtió en la capital de uno de los reinos más fuertes que había en el Reich formado en 1871.
La ciudad recibió un durísimo golpe al final de la Segunda Guerra Mundial. Apenas doce semanas antes de la capitulación de la Alemania nazi, un tercio de la ciudad fue destruida del 13 al 15 de febrero de 1945 por la Royal Air Force, con el apoyo de la fuerza aérea estadounidense. Se lanzaron sobre la ciudad 650 000 bombas incendiarias y explosivas con un peso total de 3900 to que desencadenaron una tormenta ígnea que redujo a escombros su centro histórico. El número de muertos se estimó en un principio en varios cientos de miles y varía enormemente en función de la fuente, pero la línea mayoritaria en la historiografía actual lo sitúa entre 22 700 y 35 000 muertos, decantándose los estudios más recientes por las cifras más bajas. Ese ataque sigue siendo uno de los episodios más polémicos y controvertidos de la II Guerra Mundial. Obras maestras del arte barroco como la Semperoper  y los principales museos del castillo de la Residencia de Dresde y el Zwinger fueron destruidos. Casi todas las colecciones del Antiguo Régimen habían sido escondidas por precaución en un bosque cercano antes de los bombardeos. Fueron trasladados a la Unión Soviética después de la guerra y luego repatriados a Alemania Oriental en 1955.
Tras el reparto de las potencias aliadas, la ciudad quedó en la zona de ocupación soviética —que se mantuvo con la presencia en la ciudad de una división de tanques del ejército soviético hasta la reunificación.— y posteriormente, a partir de 1949, se integró en la República Democrática Alemana (RDA). A diferencia de otras ciudades alemanas, Dresde vio reconstruida buena parte de las áreas históricas destruidas y gracias a las protestas de los vecinos, las partes no destruidas del barrio de Neustadt se salvaron de la demolición. Una parte importante de la ciudad fue construida siguiendo los principios de la arquitectura socialista, edificándose grandes bloques de edificios de hormigón y barrios de viviendas populares prefabricadas en Prohlis y Gorbitz. Las autoridades socialistas alemanas reconstruyeron el palacio Zwinger, la catedral católica (Hofkirche) y el teatro de la ópera (Semperoper). En 1952 el land de Sajonia fue disuelto por las autoridades de la RDA y Dresde se convirtió en capital del distrito homónimo. Durante ese periodo, la ciudad se convirtió en el mayor centro industrial de la Alemania oriental, disponiendo de un gran número de centros de investigación.
Tras la caída del Muro de Berlín en 1989 y la Reunificación alemana, la ciudad pasó a ser la nueva capital del recuperado land de Sajonia, parte de la República Federal de Alemania y de la Unión Europea. En esa época fueron derribados más edificios antiguos y  muchos fueron reconstruidos gracias a subvenciones. Muchas zonas de Dresde sirven ahora como ejemplo de la exitosa restauración de edificios representativos y permanecen como emblemas del patrimonio nacional. Al igual que el resto de la antigua RDA, Dresde tuvo problemas para incorporarse a la RFA, aunque ha sido una de las que mejor ha sabido adaptarse a la Nueva Economía.
En agosto de 2002, la ciudad se vio afectada por las grandes inundaciones del Elba, cuyo nivel superó al de las mayores inundaciones de 1784, 1799 y 1845; la estación central fue devastada por un río de lodo y numerosos monumentos reconstruidos fueron dañados. 
En 2004, Dresde y los 20 km que median entre el castillo de Übigau y el Palacio de Pillnitz, es decir, el Valle del Elba en Dresde, fueron declarados Patrimonio Cultural Mundial de la Unesco, pero dejaron de serlo en 2009 a causa del impacto producido por las obras del puente del Waldschlößchen. En el año 2005 se culminó la reconstrucción de la Frauenkirche, iglesia que se ha convertido en el símbolo de la reconstrucción de la ciudad.
Schiller en 1785 escribió en esta ciudad la Oda a la Alegría, el poema que es actualmente el Himno de la Unión Europea.

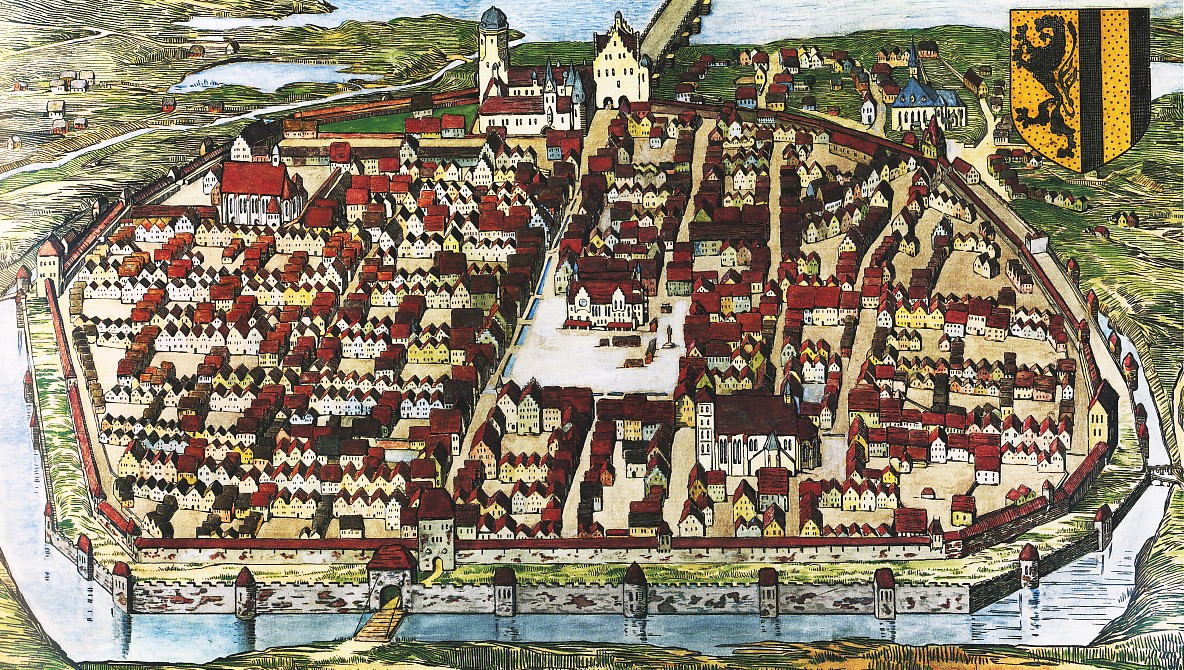
Dresde en 1521
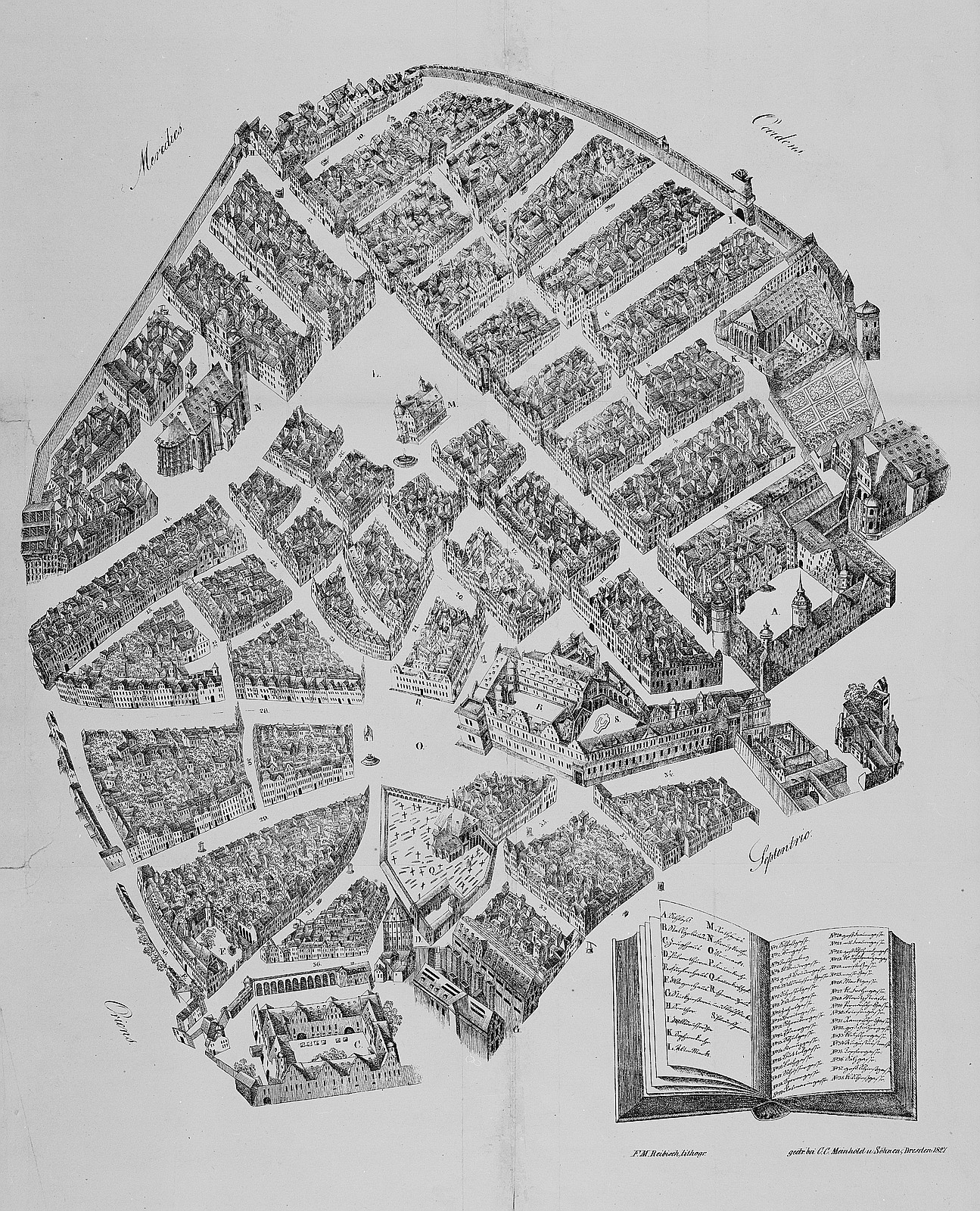
Mapa de la ciudad en 1634.
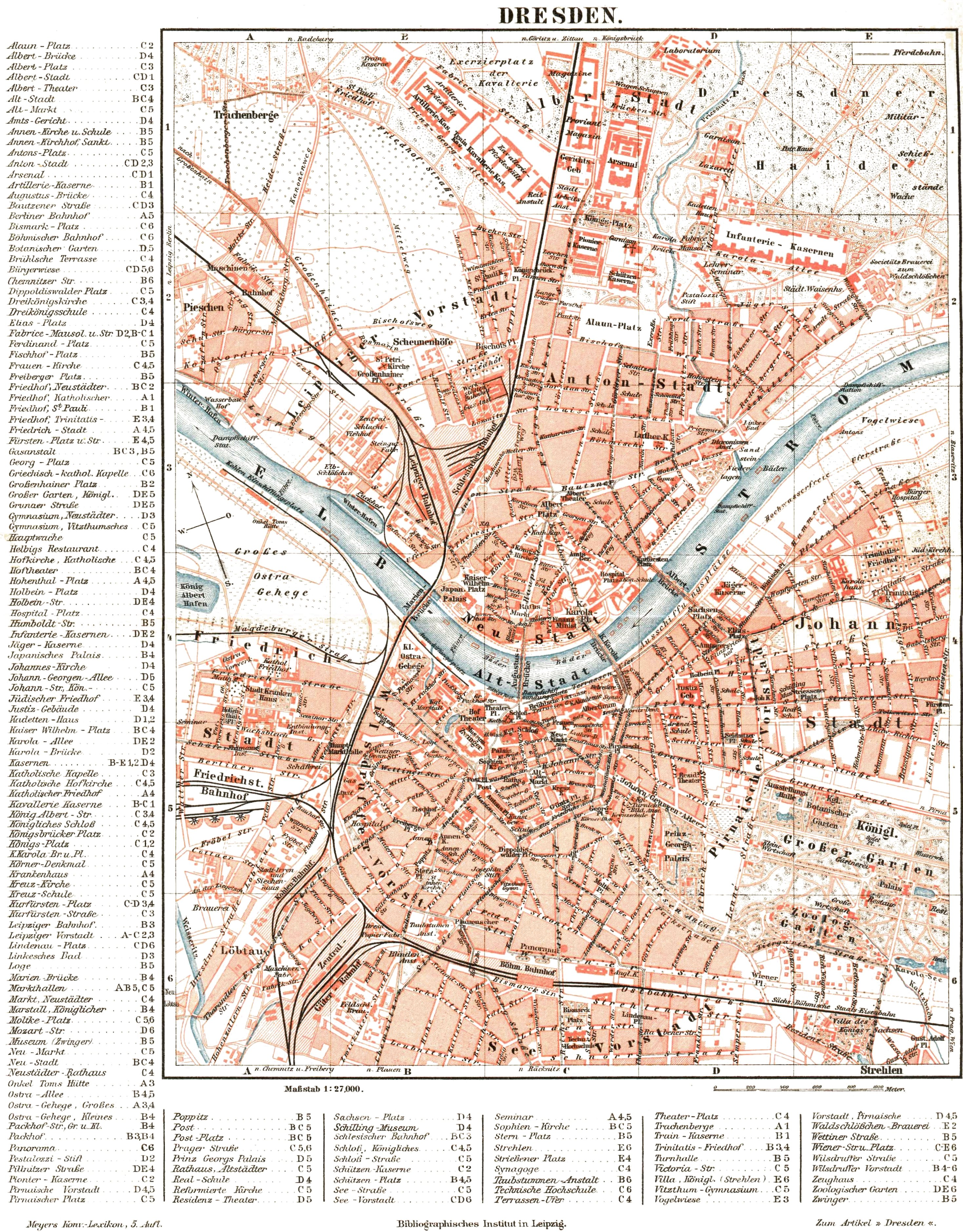
Mapa de la ciudad en 1895.
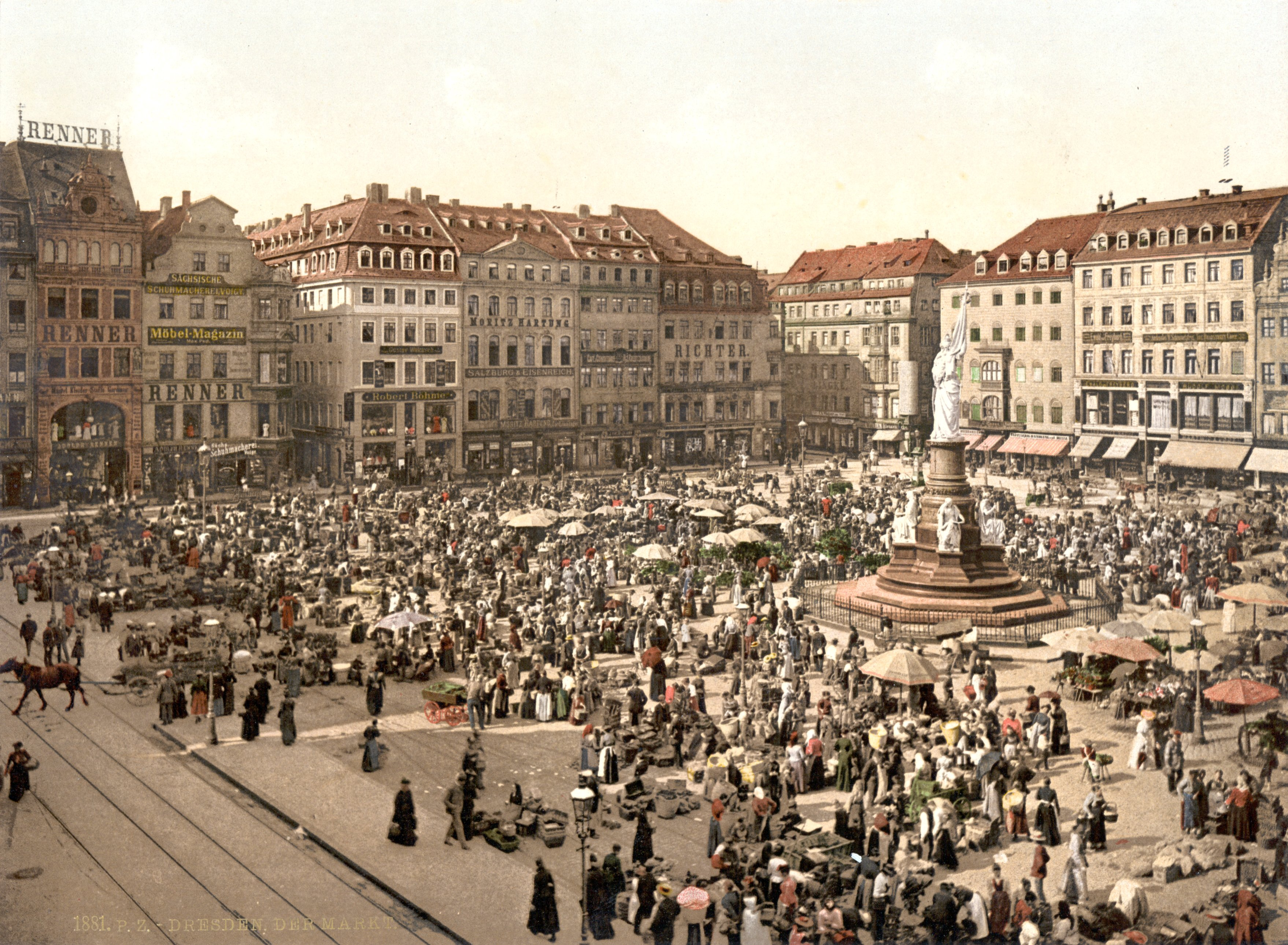
El viejo mercado, hacia 1881.
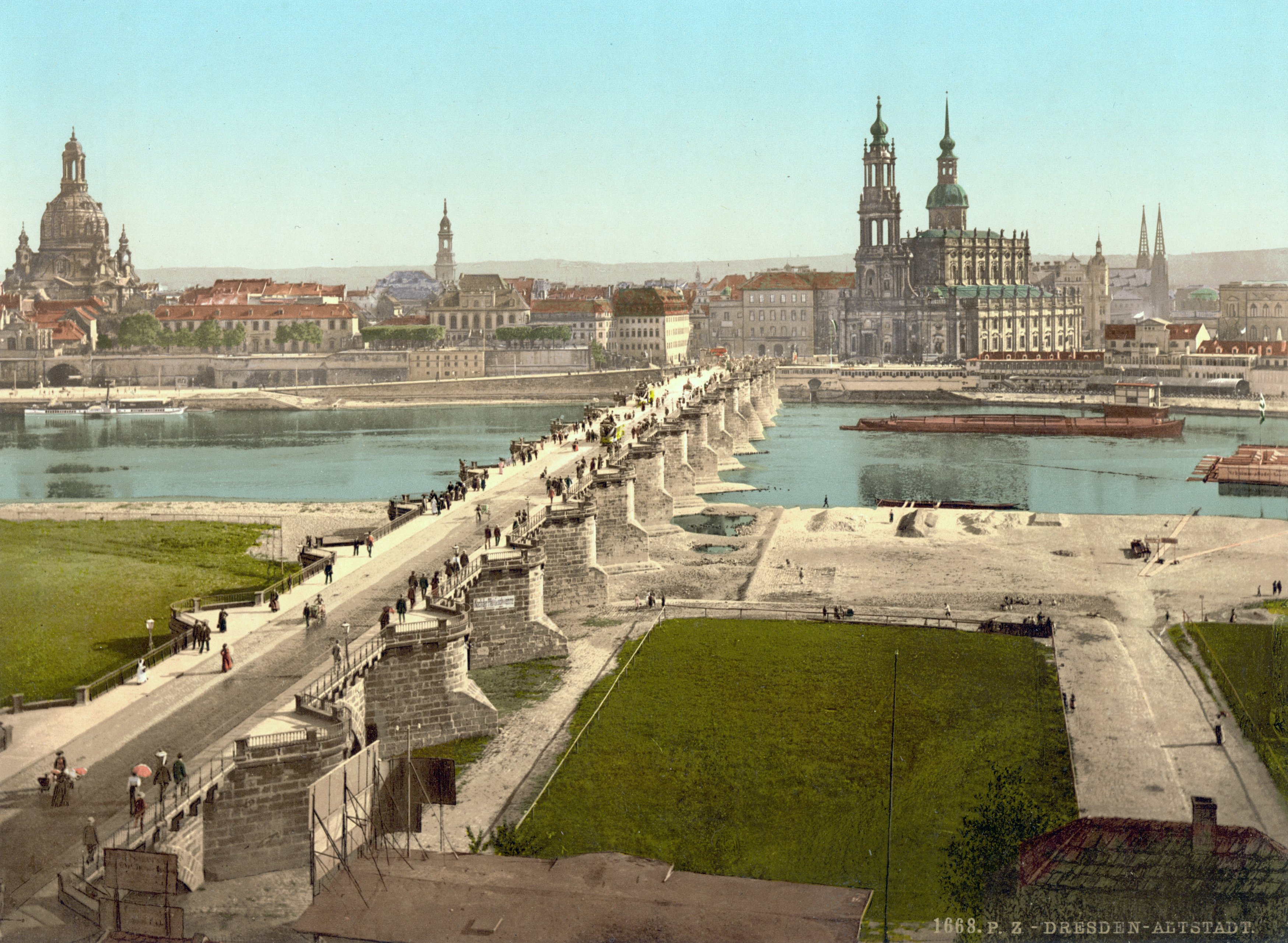
Vista desde el puente de Augusto (años 1890)

## Primeros asentamientos
Desde aproximadamente el año 7500 a. C.., el valle del Elba ofrecía condiciones idóneas para su poblamiento en los desniveles situados en la margen izquierda del río. Condiciones probablemente más satisfactorias que las que podían ofrecer los arenales situados en la orilla norte, el escarpado Erzgebirge o la vega del Elba, frecuentemente inundada tanto por el propio Elba como por sus afluentes. Los restos arqueológicos más antiguos hallados en la zona proceden de una excavación cerca de Dresde-Mockritz. Un fragmento hallado de cerámica lineal (en alemán Linearbandkeramik o simplemente “LBK”) data aproximadamente del 5500 a. C. En otros puntos cercanos se han encontrado asimismo vestigios de un uso temprano de esta técnica (5500 a. C. - 4500 a. C.), principalmente en los terrenos de la margen izquierda del Elba, pero también en Taschenberg (lugar donde hoy se ubica el Dresdner Residenzschloss) y, de forma aislada, en otros lugares del valle del Elba, así como en los alrededores de la actual Cotta.
La colonización del área de Dresde tuvo lugar en el neolítico. Entre otros, hay constancia de asentamientos en Dresde-Nickern y Cotta. De este último barrio, proceden también algunos restos que delatan el uso de cerámica lineal grabada (Stichbandkeramik o “STK”), una manifestación tardía de la técnica de alfarería anteriormente citada. Durante el llamado “periodo de las grandes migraciones” (300-700 d. C.) la tribu eslava de los Nisani se establebleció en la región. El topónimo Dresden es de procedencia eslava y tiene su origen en una colonia de dicha etnia cuyos habitantes denominaron Drežďany. Deriva de la palabra eslava drežga (“bosque situado en un cenagal”) y hace referencia a los habitantes de ese tipo de terreno. Aún hoy, el nombre de Dresde en eslovaco y en checo es Drážďany (en el idioma de los wendos, Drodln).

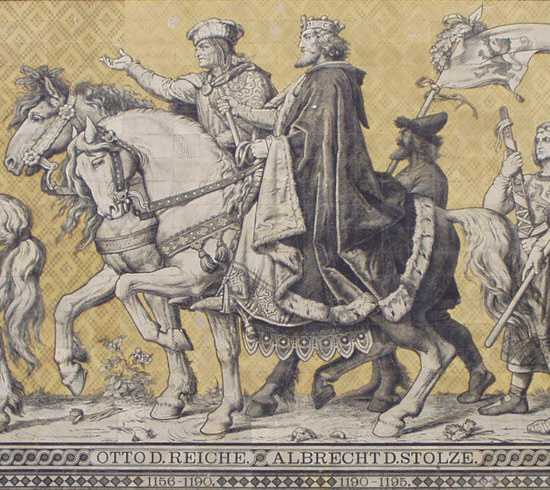
Representación de Otto el Rico en el Desfile de los Príncipes (Dresde).

El origen de la ciudad se puede encontrar en los enclaves de la orilla derecha del Elba de Ostra, Poppitz, Fischersdorf, Taschenberg y Elbberg. El rey de la Francia Orientalis (germen del Sacro Imperio Romano Germánico) Enrique I expulsó en el 929 a los eslavos y fundó Meißen, estableciendo en ella un episcopado y la capital del Margraviato (o Marca) de Meißen (en algunas fuentes, "Misnia"), que en alemán recibe el nombre de Markgraftschaft Meißen. Con ello, se germanizó y cristianizó la región de Dresde (por aquel entonces Gau Nisani). En el actual barrio de Briesnitz se estableció un Burgward (concepto originario del pueblo sajón similar al de “feudo”, con el que se denomina a una región en cuyo centro hay un castillo o Burgwardsmittelpunkt encargado de proteger los pueblos vecinos). Presumiblemente, hubo otro Burgward en Pesterwitz, si bien actualmente algunos historiadores lo sitúan en Plauen.
La fundación propiamente dicha de Dresde se estima en el año 1173 y está relacionada con el hallazgo de plata en el Erzgebirge. Se cree que el primer castillo de Dresde fue construido por delegación imperial y más tarde habitado por los condes de Dohna, a quienes también correspondería hasta bien entrada la Edad Media la jurisdicción del puente sobre el Elba que había en la ciudad, así como un tercio de la recaudación en concepto de peaje del mismo. La construcción del primer castillo en Dresde relacionado con el margraviato de Meißen se atribuye al segundo margrave (Markgraf) cuyo título fue heredado, Otto el Rico (Otto der Reiche, 1125-1190).
Véase también: Ostsiedlung, Pueblo eslavo

## Dresde en la Edad Media
En la Edad Media Dresde era centro de numerosas peregrinaciones de carácter religioso. Concretamente, su destino era la ya por aquel entonces iglesia más vieja del lugar, llamada Zu Unsrer Lieben Frauen (“A nuestra amada Señora”). Más tarde lo sería también la Kreuzkirche en la que según la tradición había una astilla de la Santa Cruz. El hijo de Otto, el margrave Dietrich el Asediado (Dietrich der Bedrängte, 1162-1221), había convertido Dresde en su residencia provisional, pues de su tiempo provienen las escrituras más antiguas (de 1206, 1215 y 1216) en las que se menciona a Dresde como residencia temporal del margrave y como ciudad (civitas). Además, 1216 es muy probablemente el año de la fundación de la aún hoy existente Kreuzschule, en el actual barrio de Blasewitz-Striesen. La Kreuzschule es una institución educativa relacionada con la Kreuzkirche, una iglesia de Dresde (véase Dresdner Kreuzchor).
En aquellos años se prefirió circunscribir el desarrollo de la ciudad a la ampliación de la parte situada en la orilla izquierda del Elba, que, a pesar de no ser extensa, ya había sido fortificada con murallas y fosos; por su parte, el desarrollo del “antiguo Dresde” o Altendresden (que hoy corresponde con la Neustadt) quedó algo rezagado. En 1403 se otorgó el título de ciudad a Altendresden, pero el desarrollo tanto urbanístico como comercial de la ciudad progresó lentamente. A final del siglo XIII había un convento franciscano; a finales del siglo XIV, dos hospitales.
Tras la muerte de Enrique el Ilustre (Heinrich der Erlauchte, 1215-1288) y la partición de sus tierras entre sus herederos, la ciudad de Dresde quedó a cargo de su hijo más joven, Federico el Pequeño (Friedrich der Kleine, 1273-1316), que, apenas un año después de la muerte de su padre, vendió sus terrenos al rey de Bohemia Wenceslao II. A pesar de eso no renunció a seguir viviendo en Dresde, donde mantuvo su corte.
Al morir Federico, Dresde terminó en manos del margrave Waldemar de Brandeburgo, como consecuencia de la guerra que enfrentó con la Marca de Brandeburgo a su sobrino y heredero, Federico el Valiente (Friedrich der Freidige, 1257-1323), también conocido como “el Mordido” (der Gebissene). Cuando Waldemar murió en 1319, todos los territorios que se separaron a la muerte de Enrique el Ilustre se reunificaron en manos de Federico el Valiente, que no residió en Dresde. Al ser también landgrave de Turingia, prefirió mantener su corte en el castillo de Wartburg, cerca de Eisenach. 
Bajo los posteriores margraves Dresde gozó de un desarrollo lento pero continuado, a pesar de las catástrofes que se cebaron reiteradamente en ella y entre las que cabe destacar la peste, la guerra, y el incendio de una gran parte de la ciudad provocado en 1429 por los husitas. En torno al año 1500, Dresde y su suburbio Altendresden tenían cerca de 6000 habitantes.

## Dresde, corte de la realeza
Tras la muerte de Federico el Apacible (Friedrich der Sanftmütige, 1412-1464), sus hijos Alberto el Intrépido (Albrecht der Beherzte, 1443-1500) y Ernesto (1441-1486) gobernaron de forma conjunta la Marca de Meißen. Tras la incorporación a sus tierras del Landgraviato de Turingia (1483), ambos decidieron repartir sus feudos firmando la llamada “Partición de Leipzig” (11 de noviembre de 1485). Dresde se convirtió en la ciudad donde se estableció la corte de la línea albertina. Durante los días 15 y 16 de junio de 1491, la mayor parte de la ciudad quedó calcinada debido a un gran incendio. El hijo de Alberto, el duque Jorge el Barbudo (Georg der Bärtige, 1471-1539) hizo reforzar entre 1521 y 1528 la muralla de la ciudad y ordenó también construir el palacio real Georgenschloss.
Su sucesor, Enrique el Piadoso (Heinrich der Fromme, 1473-1541), implantó en Sajonia en 1539 la Reforma Protestante. Como resultado de la guerra que entre 1546 y 1547 enfrentó al Emperador con la Liga de Esmalcalda, los príncipes de la línea albertina obtuvieron en 1547 la dignidad de electores del Sacro Imperio Romano Germánico. Así pues, Dresde se convirtió en la capital del estado más importante del Protestantismo y el más poderoso de todos los alemanes, solo por detrás de los dominios de los Habsburgo.
El desde 1547 príncipe elector Mauricio (1521-1553) modificó los planes de la fortificación de la Altstadt que se estaba llevando a cabo, creó la Moritzstraße y procuró a la ciudad una administración bastante racional. Su hermano menor y sucesor Augusto de Sajonia (1526-1586) adoquinó las calles y mandó construir, aparte de muchos edificios públicos, la Kreuzschule, la iglesia Annenkirche, la armería y el Jägerhof (“patio de los cazadores”, que ahora hospeda el Museum für Sächsische Volkskunst). Fue también el fundador de la biblioteca y de la mayor parte de colecciones artísticas y científicas.
A esta época de decidido apoyo de las artes se remonta también la Hofcantorey (1548), precursora de la Orquesta Estatal Sajona de Dresde; en ese mismo año, se pone también la primera piedra de la colección de arte de la corte (posteriormente de Sajonia).

## Dresde durante la guerra de los Treinta Años
A partir de 1620, el Electorado de Sajonia participó en diversas batallas de la guerra de los Treinta Años, apoyando alternativamente a los bandos imperial y sueco. De resultas, se fortificó la Altendresden en la orilla derecha del Elba. A pesar de que Dresde no fue conquistada, el hambre, la peste y la depresión económica supusieron un duro revés para el desarrollo de la ciudad. A pesar de todo, en décadas sucesivas la ciudad consiguió recuperar su antiguo esplendor, especialmente gracias al decidido apoyo al desarrollo económico y cultural promovido por la corte electoral.
Las primeras fábricas de la región se establecieron en Friedrichstadt, fundada en 1670. Durante esa misma década se creó el Großer Garten como zona de recreo para la nobleza. Se levantaron las primeras construcciones barrocas y con la obra del compositor Heinrich Schütz, llegado a Dresde en 1614, donde fallecería en 1672, la vida musical de la ciudad vivió un apogeo.

## Dresde bajo el reinado de Augusto el Fuerte

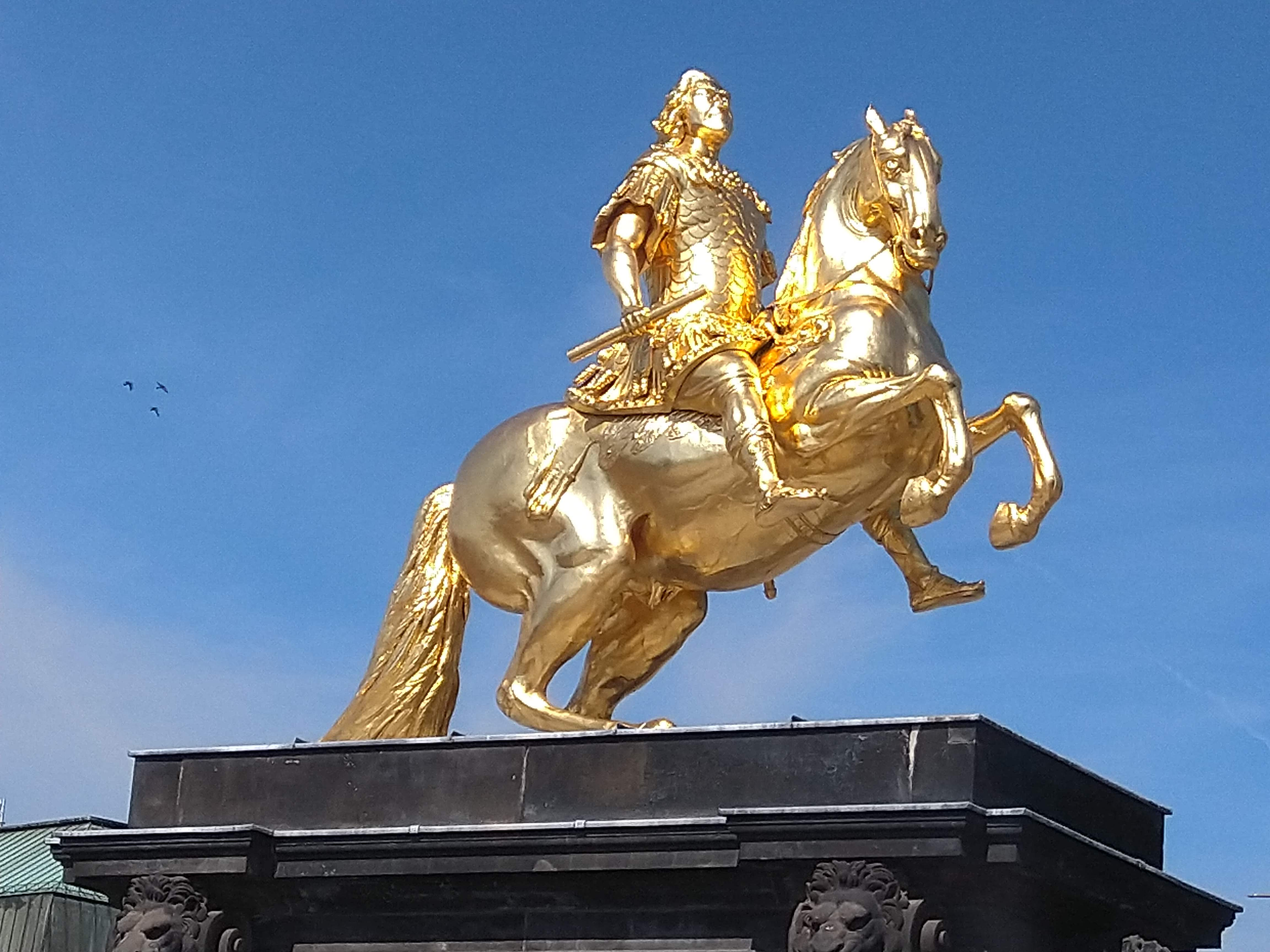
Der Goldene Reiter, el jinete dorado, estatua erigida en 1736 que conmemora a Augusto el Fuerte.

El periodo de mayor esplendor de la ciudad comenzó en 1694 coincidiendo con el comienzo del reinado de Federico Augusto I (apodado “el Fuerte”), tras su ascenso al trono polaco en 1697 también conocido como Augusto II de Polonia. En 1685, el suburbio Altendresden había sido arrasado por un incendio. Siguiendo un ambicioso plan fue reconstruido y pasó a llamarse Dresde-Neustadt. De esta época provienen también muchos edificios representativos como el Blockhaus, la academia de equitación, el cuartel, el “palacete japonés”, el Zwinger (en realidad es sólo el antepatio de un palacio que no llegó a construirse), la Iglesia de los Reyes Magos (Dreikönigskirche), la actual Frauenkirche y otras espléndidas muestras del barroco de Dresde. Las colecciones de arte y la biblioteca crecieron y se enriquecieron. Federico Augusto II (Augusto III de Polonia) concluyó varios de los edificios comenzados por su padre y mandó levantar la suntuosa Hofkirche. En el curso de este crecimiento y debido a las grandes necesidades de la vida cortesana se triplicó la población entre 1700 y 1755 hasta llegar a las 63.000 personas. También se estableció por primera vez desde su expulsión en 1430 una comunidad judía grande.
Después de ser conquistada por los prusianos en la guerra de sucesión austriaca tras la batalla de Kesselsdorf (15 de diciembre de 1745), se firmó en Dresde la paz entre Austria, Prusia y Sajonia el 25 de diciembre de 1745 (Paz de Dresde).

## Dresde en la guerra de los Siete Años

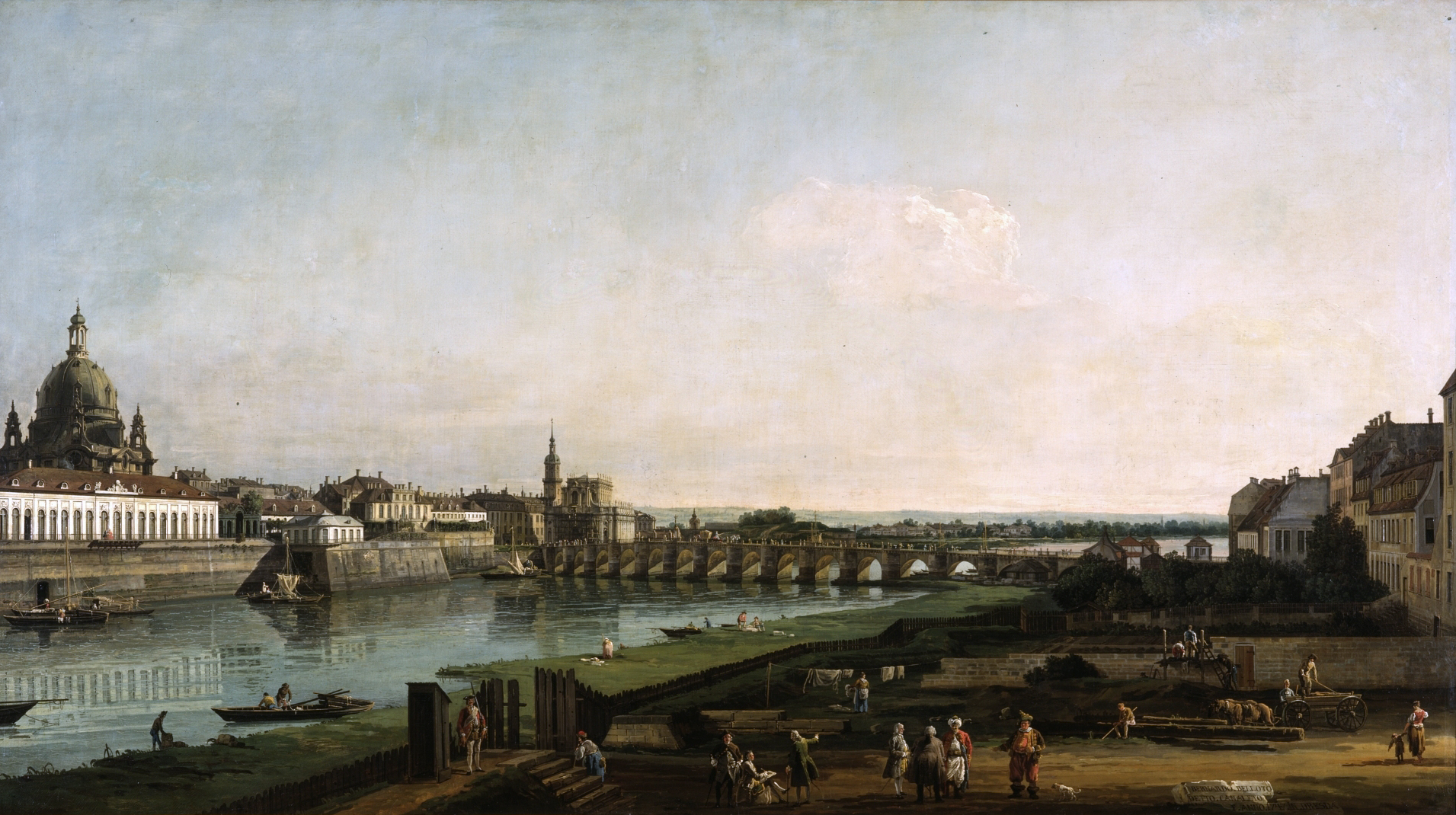
El Augustusbrücke y la Altstadt a mediados del.

La guerra de los Siete Años interrumpió, y por largo tiempo, el florecimiento de Dresde. Dicha guerra enfrentó a, por un lado, Prusia, Hannover, Gran Bretaña y Portugal, y por el otro Sajonia, Austria, Francia, Rusia, Suecia y España. Federico II el Grande, rey de Prusia, “capturó” al ejército sajón cerca de Pirna y entró en la ciudad de Dresde el 9 de septiembre de 1756. A primeros de noviembre de 1758, según se aproximaban a la ciudad con la intención de liberarla los ejércitos del Emperador y de Austria dirigidos por el mariscal Daun, el gobernador prusiano ordenó quemar Pirna y más tarde haría lo propio con Wildsruff (1759).
Dos semanas después de la batalla de Kunersdorf (12 de agosto de 1759), los aliados de Sajonia expulsaron al enemigo de la Neustadt, para después hacerse de nuevo con el control de la ciudad entera en cumplimiento de un tratado de capitulación firmado por los prusianos el 4 de septiembre. La peor parte le tocó sufrirla a la población de Dresde, que primero tuvo que padecer el largo (e infructuoso) asedio de la ciudad, y posteriormente el bombardeo ordenado ya en julio de 1760 por Federico el Grande.

## Dresde tras la guerra de los Siete Años

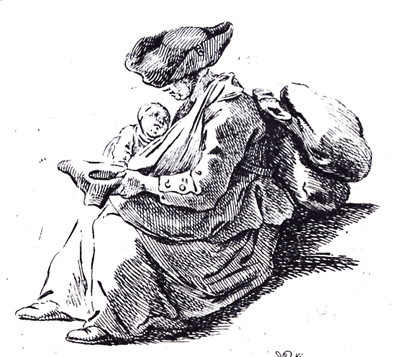
La mujer del soldado pidiendo, grabado de Daniel Chodowiecki, 1764.

Federico Augusto III (1750-1827) fue el último príncipe elector, convirtiéndose en 1806 en el primer rey de Sajonia; bajo este último cargo fue conocido como Federico Augusto I, el Justo (Friedrich August I. der Gerechte). Hasta su mayoría de edad (1768), el príncipe Javier asumió la regencia de Sajonia junto con su cuñada, María Antonia Walpurgis de Baviera. En estos años, la ciudad no solo fue restaurada, sino que creció considerablemente y, en 1764, se fundó la Academia de las Artes de Sajonia. Así todo, la ciudad se recuperó de forma muy lenta; pasaron 60 años antes de que la población alcanzase los niveles de antes de la guerra. Federico Augusto terminó lo que sus tutores habían emprendido. La Revolución francesa trajo numerosos emigrantes a Dresde, y la última partición de Polonia aún más. Como resultado de la implicación de las tropas sajonas en la batalla de Jena el 14 de octubre de 1806, el 25 de octubre Dresde fue ocupada por el general francés Thiard. El 20 de diciembre, el electorado de Sajonia se adscribió a la Confederación del Rin, convirtiéndose en un reino, con lo que Dresde pasó de ser corte del electorado a corte real. Durante la guerra con Austria en 1809, Dresde fue ocupada algún tiempo por los austriacos. En 1810 se emprendió el desmantelamiento de la muralla, pero dichas obras se vieron interrumpidas por el estallido de la guerra franco-rusa.

## Dresde en tiempos de Napoleón
Del 16 al 28 de mayo de 1812, tuvo lugar en Dresde un notable encuentro entre Napoleón Bonaparte, el emperador de Austria, el rey de Prusia y algunos otros príncipes. En 1813, la ciudad fue un punto principal de las operaciones de Napoleón, que apostó sus ejércitos a ambos lados del Elba e incluyó en sus planes militares Pirna, Lilienstein, el castillo de Königstein y Stolpen, haciendo de la zona un auténtico campamento militar.
El 13 de marzo, el mariscal Davout avanzó con 12000 hombres desde Meißen hasta Dresde, donde asumió la comandancia en jefe. Debido a las escaramuzas con cosacos en las que se vio implicado en la Neustadt, Davout decidió dinamitar el 19 de marzo un pilar y dos arcos del puente sobre el Elba y retiró sus tropas, después de lo cual los rusos ocuparon Dresde el 22 de marzo. Tras la batalla de Lützen los rusos fueron expulsados de la ciudad y el 12 de mayo el rey regresó a Dresde. Los franceses fortificaron la Neustadt y, tras la reanudación de la guerra consecuencia de la declaración de guerra de Austria sobre Francia, Dresde fue el centro de los movimientos del ejército francés. El 26 y 27 de agosto fue objetivo de los ataques del ejército de Bohemia (ver Batalla de Dresde). De esta manera, Napoleón consiguió la que sería su última victoria en suelo alemán.
Tras la noticia de que Vandamme (que el día 25 había atravesado el Elba a la altura de Königstein, en la Suiza Sajona) avanzaba hacia Pirna, amenazando la vía de comunicación con Bohemia, los aliados se batieron en retirada la noche del 27 al 28 de agosto. Habían sufrido 15000 bajas entre muertos y heridos, y 20000 de sus hombres habían sido hechos prisioneros. En el bando francés sólo el número de heridos ya alcanzaba la cifra de 10000. La proximidad de los aliados indujo a Napoleón y al rey de Sajonia a abandonar la ciudad el 7 de octubre. En Dresde y alrededores, quedó un destacamento de 30000 soldados al mando de Saint Cyr y el Conde Lobau.
La ciudad, vigilada al principio por un pequeño destacamento, fue bloqueada por el general austriaco Johann von Klenau tras la de batalla de Leipzig. La falta de víveres y la aparición de la fiebre forzaron a Saint Cyr a firmar la capitulación, en la que se le permitió retirarse libremente. Sin embargo, el príncipe Carlos Felipe de Schwarzenberg cambió de parecer y capturó a Saint Cyr y 35000 de sus hombres como prisioneros de guerra cuando estos estaban en plena retirada. Los rusos entraron en la ciudad comandados por el general Guriev y Dresde se convirtió en la capital administrativa de la región bajo las órdenes del príncipe ruso Repnin, hasta que el 8 de noviembre de 1814 dichas competencias fueron transferidas al gobernador prusiano Eberhard von Reck.

## Dresde en la primera mitad delsigloXIX
Tras la consecución de la paz y bajo el reinado de Federico Augusto I, que había regresado a la corte el 7 de junio de 1815, Dresde se fue labrando paulatinamente una imagen de ciudad pacífica y acogedora, especialmente tras el derribo de la fortaleza, que se reemprendió a partir de 1817. Bajo el reinado de Antón el Bondadoso (Anton der Gütige, 1827-1836) se instaló el alumbrado por gas, el servicio de correo urbano y se construyeron los cuarteles de la caballería en la Neustadt, el puesto de guardia principal, la nueva estafeta de correos en la Altstadt y el puente del Weißeritz en Friedrichstadt. En época de Antón el Bondadoso, en 1828, se instituyó el instituto politécnico de la ciudad (lo que después sería la universidad técnica). La ampliación de la Neustadt vino unida a la creación en 1835 de un nuevo barrio, el de Antonstadt, al que se dotó con la jurisdicción de ciudad. El motín que estalló el 9 de septiembre de 1830 tuvo como consecuencias la reestructuración de las fuerzas policiales y la entrada en vigor de nuevas ordenanzas para la ciudad.
Pero el desarrollo de la ciudad ya no dependía en exclusiva de la realeza; la economía estaba en claro crecimiento y la burguesía local jugaba un papel importante en ello. Se instalaron nuevas empresas (en 1836, la fábrica de maquinaria Übigau), en 1825 se fundó la Institución Educativa Técnica y en 1839 se puso en funcionamiento el primer tramo de ferrocarril de larga distancia de Alemania, entre Dresde y Leipzig.
Bajo el reinado de Federico Augusto II (Friedrich August II., 1836-1854), Dresde creció y se embelleció gracias a obras como el nuevo teatro -que el 21 de septiembre de 1869 resultaría calcinado por un incendio-, la orangerie real o el mirador sobre la terraza de Brühl. 	
Tras el congreso de Viena en 1815, los estados alemanes se encontraban agrupados en la llamada Confederación Germánica bajo la presidencia de la Casa de Austria. Las manifestaciones populares durante la “revolución de mayo” de 1848 (véase: Primavera de las naciones) tuvieron como consecuencia la formación del primer parlamento alemán, que redactó una constitución para Alemania. El rey de Sajonia rechazó dicha constitución el 3 de mayo de 1849. En respuesta a este rechazo, estalló en Dresde el alzamiento de mayo (Dresdner Maiaufstand), que llenó las calles de barricadas. El 9 de mayo, el levantamiento fue reprimido por tropas sajonas y prusianas y se saldó con la destrucción de la vieja ópera y el incendio de parte del Zwinger y seis casas de la ciudad. Doscientos manifestantes murieron en los altercados, al igual que 8 soldados sajones y 23 prusianos. Del 23 de diciembre de 1850 al 15 de mayo de 1851, Dresde albergó diversas cumbres de ministros de los estados alemanes.

## Dresde se convierte en una gran urbe

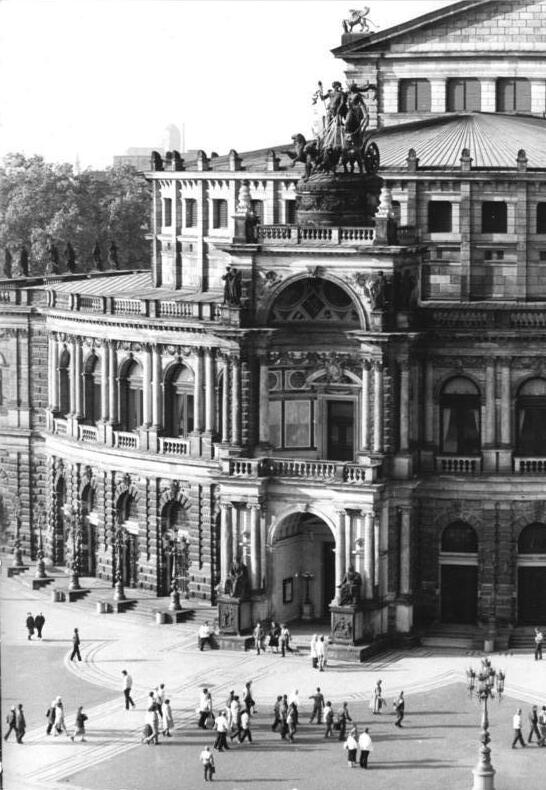
Semperoper.

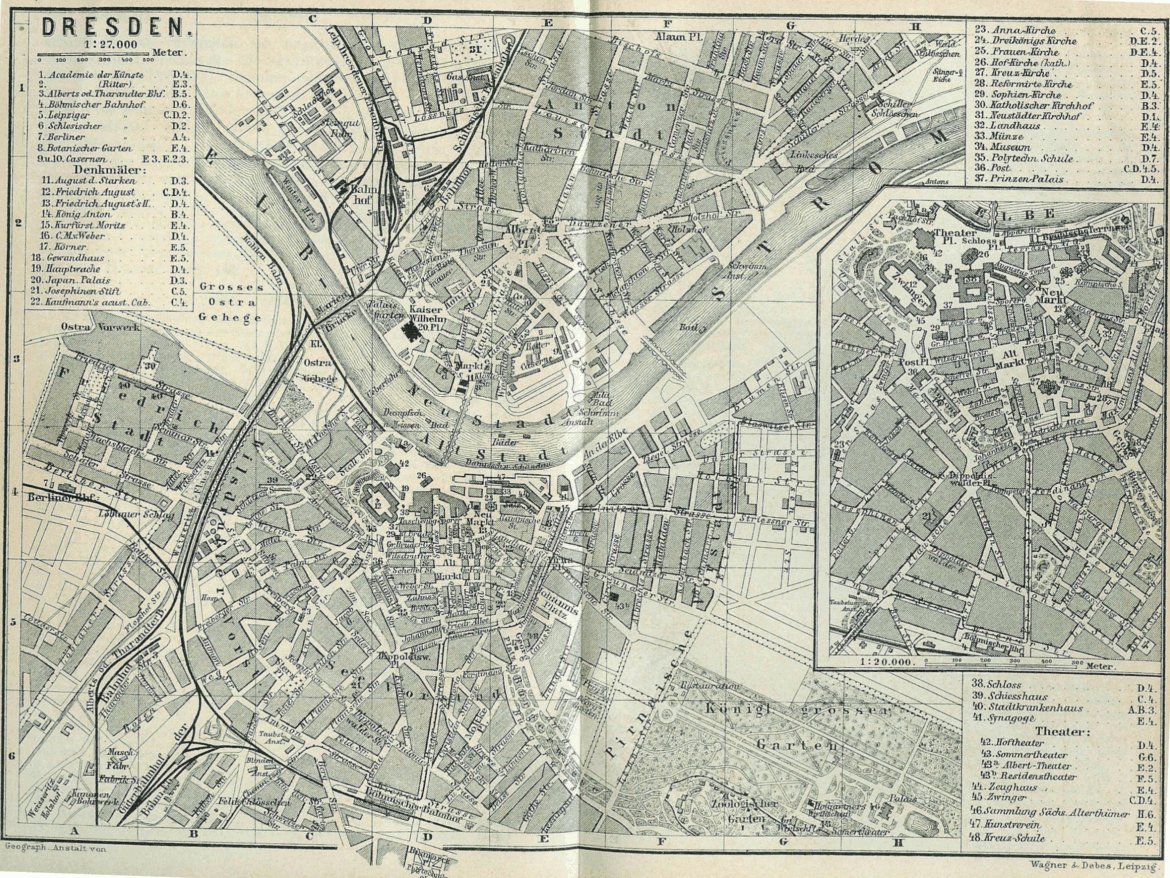
Mapa de Dresde del año 1876.

Bajo el reinado del rey Juan (Johann, 1854-1873) Dresde disfrutó un periodo de auge tanto desde el punto de vista de la estética urbana como desde el de su crecimiento.
La construcción de innumerables edificios nuevos ayudó a embellecer el casco viejo, y los distintos arrabales de la ciudad y las villas cercanas fueron estrechando lazos con las localidades colindantes al rápido ritmo que marcaba el crecimiento de la población. Los sucesos del año 1866 (ver guerra de las Siete Semanas) apenas pudieron sino contener por un corto período el frenético desarrollo de la ciudad: aquel año Dresde fue circuida por un cinturón para defenderse de Prusia, que parecía amenazar seriamente con frenar el crecimiento de la ciudad.
La economía prosperó de forma igualmente veloz; en las décadas posteriores a 1850 se asentaron en Dresde fábricas de distintos sectores muy típicos de la ciudad sajona, tales como los de la mecánica de precisión, óptica, chocolate y cigarrillos.
Tras la fundación del Reich alemán en 1871, Dresde alojó una de las guarniciones militares más grandes de toda Alemania y proliferaron multitud de cuarteles, especialmente en la parte norte de la ciudad.
Gran cantidad de obras relacionadas con el tráfico cambiaron por completo la faz de la capital sajona: se tendieron nuevos puentes sobre el Elba, se construyeron nuevas vías y estaciones de ferrocarril y se creó el embarcadero sobre el río. En 1872 se puso en funcionamiento la primera línea de tranvía. Este cambio de imagen se completó con el nuevo ayuntamiento (1910), la nueva ópera (1878) y numerosos edificios municipales nuevos.
Al llegar el cambio de siglo, Dresde rebasaba los 500.000 habitantes gracias a la unión con la ciudad de localidades vecinas, siendo la cuarta ciudad más poblada de toda Alemania. A pesar de este importante crecimiento y gracias a las cautelosas directrices que regían la urbanización, la “Florencia del Elba” consiguió no perder su identidad y su encanto como ciudad.

## Dresde tras la Primera Guerra Mundial
La Revolución de Noviembre en 1918 también obligó a abdicar al rey Federico Augusto III, que reinaba desde 1904. Se formó el Freistaat Sachsen. A principios de los años 20 numerosos municipios se incorporaron a Dresde. La última mitad de la década, caracterizada por una mayor estabilidad política, fue testigo de significativos logros arquitectónicos y culturales. Dix y Kokoschka fueron profesores importantes en la Academia de las Artes y con Mary Wigman y Gret Palucca se sentaron las bases de la danza moderna en Europa. En 1930 se inauguró el Museo Alemán de la Higiene.
La subida al poder del nacionalsocialismo en 1933 puso fin al progreso cultural de la ciudad. La brutal represión de la disidencia política conoció su extremo más cruel con los maltratos y deportación de los ciudadanos judíos de Dresde.

## Dresde durante el Nacionalsocialismo
Al comenzar la Segunda Guerra Mundial Dresde tenía 642.143 habitantes y era la séptima ciudad más grande de Alemania. Los alrededores de Dresde fueron respetados por los ataques aéreos de los aliados hasta agosto de 1944 por estar fuera del rango de acción de sus bombarderos. En otoño de 1944, Dresde era el último enclave industrial y administrativo indemne y uno de los nudos de comunicaciones más importante del país.

### El exterminio judío
“Arianización“ y persecución hasta 1938
En 1938 se intensificó la persecución sobre la población judía de la ahora capital del Reichsgau (división territorial del Tercer Reich) de Dresde. En el marco del comienzo de la campaña de adoctrinamiento de la población que las autoridades del NSDAP llamaron “Paz entre los pueblos o dictadura judía”, el dirigente del Gau (Gauleiter), Martin Mutschmann, dio el 31 de enero un discurso ante más de 2000 funcionarios del partido en el restaurante Weißer Adler. En él constató la necesidad de “librarse de la peste mundial del judaísmo”, a la vez que anunció la prohibición de que los judíos acudieran al balneario de Weißer Hirsch. A partir del 9 de noviembre, un cartel anunciaba en dicho lugar: Der Weiße Hirsch ist judenfrei.
En marzo se expropiaron los bienes de la Fundación de Comunidades Religiosas Israelitas de Dresde, la extinta Fraternitasloge y la Asociación de Mujeres Israelitas de Sajonia. Los ciudadanos de creencia judía fueron obligados a dar cuenta por escrito de sus patrimonios y a llevar un distintivo que permitiera su identificación. La ola de terror pareció alcanzar su cenit en noviembre de 1938, con la Noche de los cristales rotos.
Entre 1933 y 1938, las siguientes empresas e instituciones crediticias localizadas en Dresde fueron arrebatadas de las manos de sus dueños judíos (“arianizadas”). 
| Empresa expropiada   | Año de la expropiación | Beneficiario                              |
| -------------------- | ---------------------- | ----------------------------------------- |
| Banco Hnos. Arnold   | 1935                   | Dresdner Bank                             |
| Banco S. Mattersdorf | 1936                   | Allgemeine Deutsche Credit-Anstalt (ADCA) |
| Banco Bondi & Maron  | 1937                   | Deutsche Bank                             |
| Banco Hnos. Arnhold  | 1938                   | Dresdner Bank/Hardy&Co. (Berlín)          |

Noche de los cristales rotos y primeras deportaciones

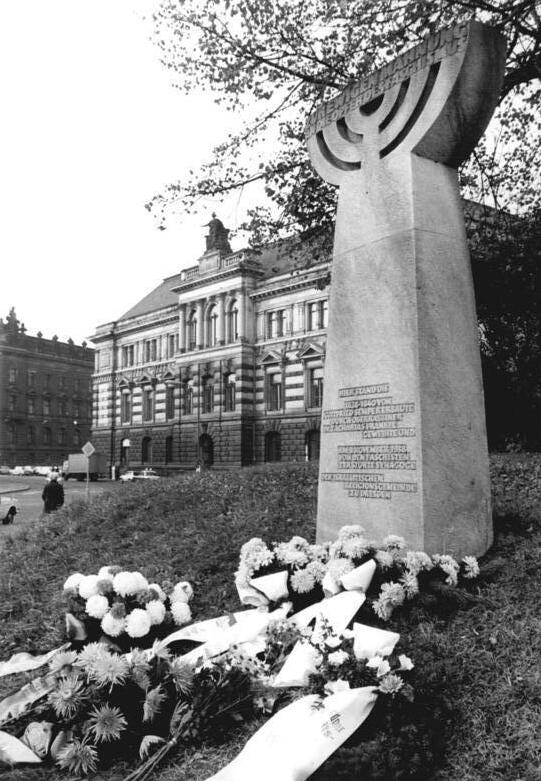
Monumento a las víctimas de los nazis erigido en el lugar que ocupaba la sinagoga diseñada por Gottfried Semper, destruida durante los pogromos.

El jueves 27 de octubre de 1938, el Ministerio de Asuntos Exteriores nazi decretó la expulsión del Reich de todos los judíos de nacionalidad polaca. Esa misma tarde comenzaron en Dresde las deportaciones, a la vista de todo el mundo. Por la noche la Gestapo detuvo a todos los judíos polacos que pudo y los llevó a las comisarías de la ciudad. Sólo a la tercera comisaría de Johannstadt fueron llevados a lo largo de la noche cerca de 500 personas, según testigos oculares. A las 11 de la mañana, sin haber dormido ni comido, fueron llevados bajo la lluvia en camiones descubiertos hasta la estación de Dresde-Neustadt. A las cuatro de la tarde, se les subió a un tren y fueron transportados a Polonia en compañía de las SS; al traspasar la frontera, a primera hora del sábado, fueron obligados a bajarse del tren y abandonados en campo abierto. Durante esta primera deportación masiva, fueron trasladados a Polonia un total de 724 judíos polacos de Dresde, 2804 de toda Sajonia. El rastro de muchos de ellos se pierde en los guetos o en los campos de exterminio, que un año más tarde se crearían por toda Polonia. Sus inmuebles y cuentas corrientes fueron después de 1939 a parar a manos de la Treuhandstelle Ost (“Agencia Fiduciaria del Este”).
A partir del 7 de noviembre de 1938, el estado nazi comenzó una campaña propagandística a través de los periódicos locales. Por la tarde y por la noche surgieron –de forma presuntamente espontánea- manifestaciones por toda la ciudad. La más multitudinaria tuvo lugar junto al ayuntamiento, y fue seguida por una marcha que discurrió a lo largo de König-Johann-Straße, la plaza de Altmarkt y Prager Straße hasta la estación central. La sinagoga fue incendiada. Posteriormente, se dinamitaron las ruinas, cobrándosele el coste de la demolición a la comunidad judía. Entre el 10 y el 14 de noviembre, al menos 151 judíos de Dresde (entre los que se encontraban ciudadanos conocidos y acaudalados), fueron llevados al campo de concentración de Buchenwald (Turingia); otros, fueron transportados a Sachsenhausen. Un número indeterminado de judíos fue encerrado en la prisión de Mathildenstraße y otros más en las dependencias policiales de la Schießgasse.
Concentración en “casas de judíos“
El 30 de abril de 1939 entró en vigor la “Ley sobre las relaciones de alquiler con judíos”, que permitía la rescisión inmediata e injustificada de contratos de alquiler a judíos, a la par que obligaba a los judíos a acoger en sus casas a otros que no tuviesen hogar. A partir del otoño de 1939, comenzó la concentración de judíos en las llamadas “casas de judíos“ (Judenhäuser). En un principio, había 37 de estas casas en Dresde. El “Decreto sobre la separación limpia entre judíos y arios en Dresde” de 1940 obligó a los judíos de la ciudad que aún tenían vivienda propia a mudarse antes del 31 de marzo de 1940 a una de las 32 casas de judíos que quedaban (“para evitar alteraciones de la seguridad y el orden público”).

### Tráfico
En Dresde se cruzaban las líneas de ferrocarril con destino a Praga, Berlín, Leipzig, Núremberg y la ciudad polaca de Breslavia. Una parte sustancial del tráfico ferroviario del triángulo Berlín-Leipzig-Dresde pasaba por la estación de Friedrichstadt, la Hauptbahnhof y la estación de Dresde-Neustadt. De especial importancia para el funcionamiento de la industria nacional era la vía férrea hacia las ciudades bávaras de Hof y Núremberg, por la cual recibían suministros a través de la estación minera de la ciudad las fábricas de Freital y la industria minera del Erzgebirge. De igual relevancia para la industria eran el puerto sobre el Elba (Alberthafen) y la estación de mercancías de la Neustadt. Dresde era el tercer punto de trasbordo de mercancías más importante de toda la red ferroviaria del Reich.

### Industria
Según la USAF, en febrero de 1945 tenían su sede en Dresde “al menos 110” fábricas y empresas que constituían un “objetivo militar legítimo” (véase también: Economía de la Alemania nacionalsocialista). 50.000 trabajadores habrían estado empleados sólo en la industria armamentística, incluyendo la provisión de suministros de las factorías aeronáuticas de Dresde-Klotzsche. Según fuentes locales, en la zona estaban asentadas, entre otras, las industrias químicas de Niedersedlitz, la fábrica de armamento Lehmann, fabricantes de productos ópticos (Zeiss Ikon en Schandauer Straße, Junghansstraße y Bärensteiner Straße; Emil Wünsche en Reick; Stahlbau Kelle & Hildebrand en Großluga), así como fabricantes de transformadores y más tarde de aparatos de rayos X (Koch & Sterzel en Mickten, Universelle). Sachsenwerk, Avus y MIAG utilizaban como mano de obra a prisioneros de guerra en Leuben. Muchos internos del campo de concentración de Flossenbürg y de otros campos nazis fueron obligados a trabajar en la industria.

### Ejército
En los años 1944/45, Dresde era la última guarnición intacta en la retaguardia del frente oriental. Ya en el siglo XIX se había construido en el límite septentrional la ciudadela militar de Albertstadt, que fue ampliada hasta 1939. Comprendía un extenso conjunto de cuarteles con instalaciones para el aprovisionamiento de la tropa y enlace ferroviario propio. Estas instalaciones incluían por ejemplo una panadería militar, talleres metalúrgicos, un lugar para realizar la instrucción, campos para prácticas de artillería, una academia de la Fuerza Aérea o la Escuela de Oficiales. También se crearon barracones en Mickten, Johannstadt y Strehlen. A mediados de los años 30 se comenzó a construir el aeropuerto de Klotzsche, que a partir de 1940 se utilizó para fines exclusivamente militares.
Tras el fin del II Reich, a partir de 1921, la Reichswehr se alojó en Dresde. Tras el ascenso al poder de los nazis, la ciudad volvió a crecer nuevamente en el plano militar. La ciudad albergó el Wehrbereichskommando (WBK, “comando del sector defensa”), división responsable de la defensa de una de las regiones militares del país. Un comando de la Luftwaffe se estableció en Strehlen, al sur. En Klotzsche se fundó la escuela de aviación. Junto a Nickern se instaló entre 1939 y 1940 un complejo de cuarteles para la Luftwaffe. En 1939 había destinados en Dresde unos 20.000 hombres. En el transcurso de la guerra, las tropas regulares de la ciudad fueron destinadas al frente. Los cuarteles se llenaron con soldados de la reserva, aún en proceso de instrucción. Según evolucionaba la contienda, la ciudad fue adoptando más bien un papel de hospital militar, siendo también de vital importancia para el tráfico de suministros dentro del Reich. Los famosos salones de baile de la ciudad, los restaurantes e incluso los barcos de vapor del Elba funcionaron como cuarteles y hospitales de campaña. Las propias defensas antiaéreas de la ciudad fueron trasladadas al frente. A comienzos de 1945, todavía había en Dresde soldados en proceso de formación y tropas del Volkssturm.

### La “zona de defensa Dresde-Riesa“ y la “fortaleza de Dresde“
En noviembre de 1944 se destinaron en Dresde 10 batallones del Volkssturm. Entre ellos había unidades de construcción de trincheras, comandos antitanque y unidades de comunicaciones. Todos los camiones de Dresde y sus conductores se integraron en dos batallones de transporte del Volkssturm. Algunos batallones fueron destinados al frente oriental en enero, pero la mayor parte permanecieron acuartelados en Dresde formándose como oficiales. Ante la imposibilidad de equipar con armamento a la Wehrmacht, las SS y a los cerca de 20.000 hombres del Volkssturm y las Juventudes Hitlerianas, se les ordenó a estos últimos consolidar el enclave.
Ya el 1 de diciembre de 1944, el coronel general Heinz Guderian ordenó formar la Verteidigungsbereich (“zona de defensa”) de Dresde-Riesa. Esta orden fue mantenida en secreto hasta abril de 1945 y conllevaría la construcción de barricadas, trincheras, nidos de artillería y campos de minas. Las autoridades civiles de la ciudad quedaron supeditadas al alto mando militar. Los alemanes esperaban que el ejército rojo llegara hasta el Elba, de modo que tenían la necesidad de hacer del río, desde Hamburgo hasta Praga, la última línea de defensa del país. Durante la retirada de los territorios orientales ocupados, la Wehrmacht había constatado la efectividad de usar contra los tanques, en distancias cortas, bazucas y granadas. Estos actos podían ser llevados a cabo incluso por niños y ancianos. Por eso, había que convertir las ciudades en fortalezas.
La creación por parte de los soviéticos del gobierno provisional de Polonia (agosto de 1944) supuso un punto de desencuentro entre los aliados, pues desde Londres ya se había pensado en un gobierno de posguerra para dicho país. Esto, junto con la lucha en Grecia de partisanos comunistas contra las tropas británicas, creó en el ejército nazi la ilusión de que era posible un desmoronamiento de la coalición anti-Hitler. La siguiente orden resonó por toda la línea de defensa del Elba: ”Halten bis zum letzten!”  (“resistir hasta el último hombre”).

### Ataques aéreos sobre la ciudad

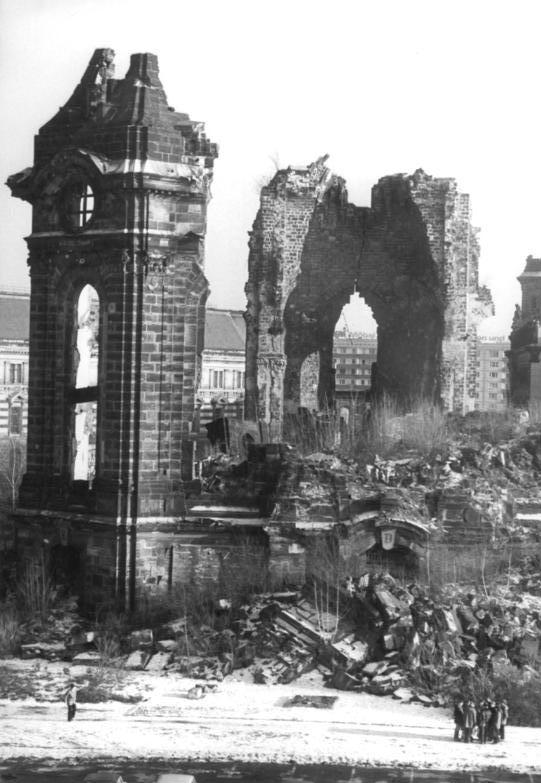
Ruinas de la Frauenkirche.

Entre agosto de 1944 y abril de 1945, Dresde fue bombardeada en varias ocasiones por la aviación estadounidense y británica. Los ataques más graves tuvieron lugar en febrero de 1945. Entre los días 13 y 14 de ese mes, una superficie de 15 km² del centro de la ciudad resultó totalmente arrasada por una tormenta de fuego. Johannstadt, el interior de Neustadt, Striesen, parte del barrio de Südvorstadt y Zschertnitz, así como Strehlen, ardieron como resultado de las bombas y sufrieron también daños graves. La destrucción fue mucho menor en las afueras de Neustadt, Mickten, Pieschen y Übigau. El número de muertos sigue siendo incierto a día de hoy; una comisión de historiadores formada por la propia ciudad lo cifra en un máximo de 25.000 personas. De las 222.000 viviendas de Dresde, 60.000 quedaron totalmente destruidas, 11.000 sufrieron daños graves, 7.000 de gravedad media y 81.000 leve. Aunque las estaciones no quedaron totalmente inutilizadas hasta el 17 de abril de 1945, sí se consiguió paralizar en gran medida la producción industrial.
Desde tiempos de la posguerra hasta la actualidad, existe una corriente revisionista cuyas tesis se oponen a las de la mayoría de historiadores. Tales tesis exageran las consecuencias de los ataques y han arraigado en el subconsciente popular hasta el punto de convertir el bombardeo de Dresde en paradigma de destrucción indiscriminada, cuando la realidad es que hubo varias ciudades alemanas que resultaron bastante más dañadas por los Aliados. En inglés, por ejemplo, se emplea el giro “like Dresden” para describir una escena de desolación, fuego y destrucción de bienes culturales. Esta tendencia revisionista ha sido empleada en multitud de ocasiones por la extrema derecha alemana como arma dialéctica, llegando a comparar el episodio de Dresde con los de Hiroshima y Nagasaki o con el Holocausto (Bombenholocaust).

## Dresde entre 1945 y 1989

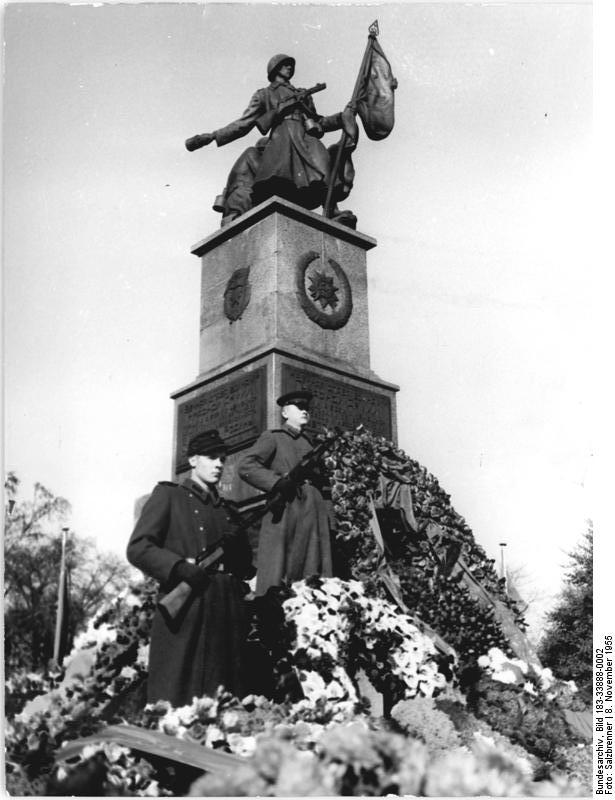
Monumento al soviético (1955).

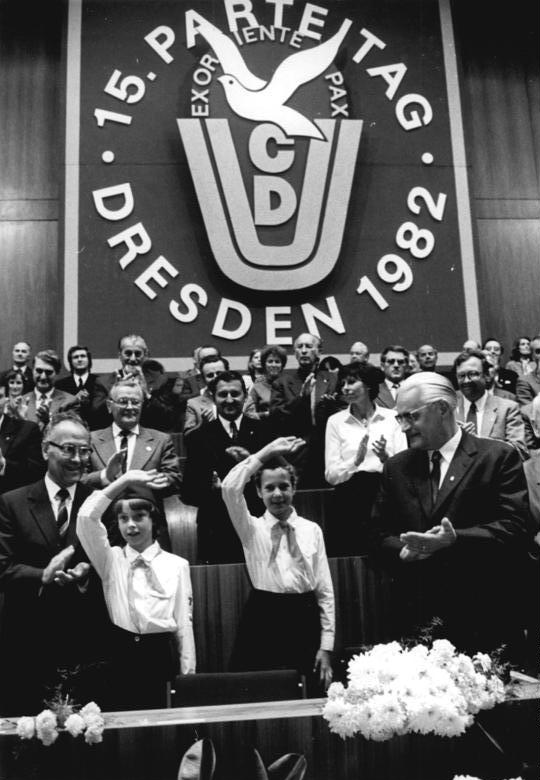
Celebración en Dresde del "Día del Partido" de 1982.

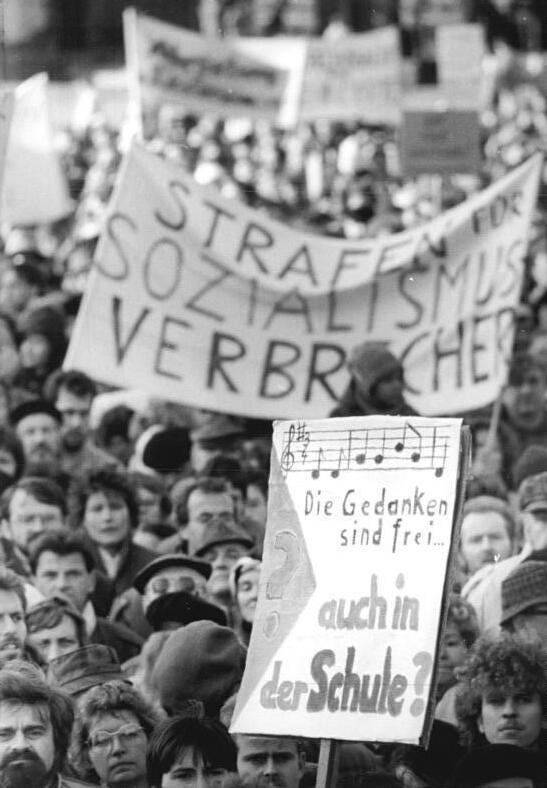
Ciudadanos de Dresde se manifiestan pidiendo libertad de expresión (1989).

En los primeros años después de la guerra los edificios calcinados fueron volados en lugar de volver a levantarlos; no obstante, se consiguió reconstruir entre otros el Zwinger, la catedral y el Albertinum. A partir de 1947 se hizo también un inventario de las ruinas de la Frauenkirche, poniendo a salvo las piedras, como prueba de la posibilidad de volver a construirla algún día. En contra de las recomendaciones de las autoridades responsables del patrimonio cultural, dicha reconstrucción no se llevó a cabo y los trabajos se suspendieron en 1949. En 1959, se llegaron incluso a emplear 600 m³ de la montaña de escombros como protección contra las crecidas del Elba. A pesar de todo, los restos de la Frauenkirche no fueron dinamitados y se les protegió como “monumento”. Otra suerte distinta sufrieron las casas barrocas de la calle Großer Meißner Straße. Los escombros del centro fueron retirados por decenas de miles de voluntarios. Se obligó a miembros del Volkssturm y de otras divisiones del ejército a desactivar las minas antipersonales enterradas entre marzo y mayo de 1945, así como las bombas sin estallar.
Durante los siguientes años, se derribaron las ruinas de edificios de gran valor histórico, como las de la Sophienkirche en 1962. También se comenzó la construcción de viviendas y oficinas modernas en el centro de la ciudad. La filosofía en que se basó la reconstrucción está recogida en el lema del gobierno:
Una metrópolis socialista no necesita ni barroco ni iglesias
En tiempos de la República Democrática Alemana se cambiaron los nombres de muchas calles. Algunos de los nuevos nombres fueron, por ejemplo: Salvador-Allende-Platz (Münchner Platz), Fučik-Platz (Straßburger Platz), y Juri-Gagarin-Straße (Fritz-Löffler-Straße). Tras 1989, la mayor parte de estos sitios recuperaron su denominación antigua; otros recibieron un nombre totalmente nuevo, como la Fritz-Löffler-Straße, que antes de 1945 se llamaba Reichsstraße.
En las afueras de la ciudad se crearon a partir de 1972, en el marco del programa estatal de construcción de viviendas, los barrios de Prohlis y Gorbitz, formados por bloques de edificios prefabricados. También en el centro, ahora libre de escombros, proliferaron nuevas viviendas prefabricadas. Mientras se construían edificios nuevos en distintos puntos de la ciudad, otros antiguos se derrumbaban, especialmente en Dresde-Neustadt (viviendas de estilo juvenil).
Se reconstruyeron el Zwinger, la Semperoper y otros puntos de interés cultural destruidos durante la guerra. Se rediseñó por completo la Prager Straße como un ancho bulevar peatonal a través del cual había línea de visión despejada entre la estación principal y el palacio de la cultura (Kulturpalast), y en cuyo centro se instalaron varias fuentes.
Entre los edificios completamente nuevos cabe destacar, por ejemplo, el citado palacio de la cultura y el cine circular Rundkino. A juzgar por el número de patentes y el nivel de vida, Dresde fue la ciudad de mayor importancia desde el punto de vista industrial de toda la RDA, solo por detrás del Berlín Oriental
La Suiza Sajona se convirtió en el destino de las escapadas de fin de semana, se vivió el auge de los pequeños jardines urbanos con dachas y surgieron multitud de clubes juveniles y de otros tipos.

## Dresde después de 1989

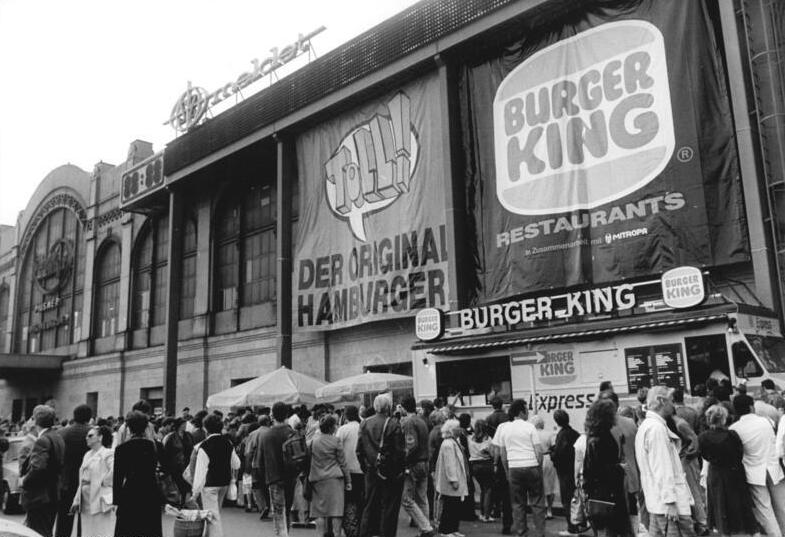
Burger King junto a la Estación Central de Dresde (primer restaurante estadounidense de la RDA).

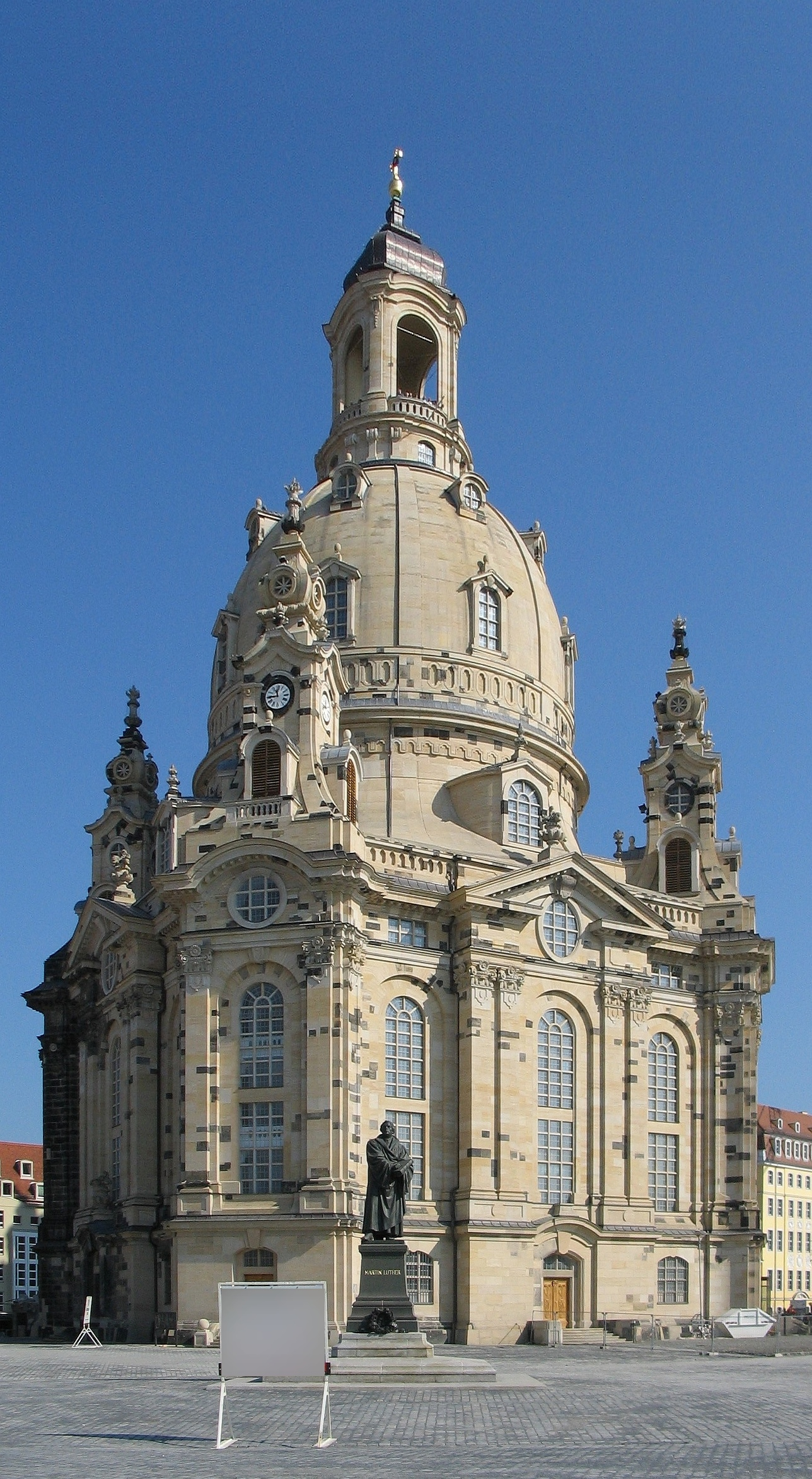
La Frauenkirche en octubre de 2005.

La reunificación de Alemania estuvo marcada en Dresde por las manifestaciones contra la construcción de una fábrica de silicio policristalino en Gittersee y por la formación del denominado Grupo de los 20. El 3 de octubre, en mitad del clima de rebelión pacífica que caracterizó el proceso de reunificación, una manifestación desembocó en un violento enfrentamiento entre unos 3000 ciudadanos y la policía a las puertas de Hauptbahnhof. El desencadenante de los disturbios fue el paso por Dresde de trenes llenos de refugiados políticos procedentes de la embajada de la República Federal de Alemania en Praga. El paso de estos trenes fue anunciado por el informativo de la RDA Aktuelle Kamera. Mediante un bloqueo a la estación, los manifestantes pretendían detener los trenes y huir en ellos del país.
Observación: debido a la gran distancia entre Dresde y Berlín Oeste y Baviera, la recepción de radios y televisiones occidentales era prácticamente imposible. Sin embargo, a finales de los años 80, empezaron a proliferar en algunas partes de la ciudad receptores de satélite permitidos por las autoridades socialistas. Véase: Valle de los desinformados.
Tras nuevas manifestaciones, se produjo el establecimiento de contactos entre una representación de 20 ciudadanos elegidos al azar y el antiguo alcalde (Oberbürgermeister) de la ciudad, Wolfgang Berghofer, del SED. Estas conversaciones se convirtieron en foco de atención internacional y en general transcurrieron de forma pacífica.
Uno de los miembros electos del Grupo de los 20, el Dr. Herbert Wagner (CDU), fue elegido alcalde en 1990. Tras las elecciones de 2001 fue reemplazado en el cargo por Ingolf Roßberg (FDP), en contra de la voluntad de la federación local de su propio partido, que apoyaba la permanencia de Wagner. Roßberg se presentó como miembro de una asociación ciudadana llamada OB für Dresden ("alcalde para Dresde") que contó con el apoyo del SPD, los verdes, el PDS y otras agrupaciones políticas.
Tras 1990, la estructura administrativa de la ciudad se reformó. Los cinco Stadtbezirke en que estaba dividida la ciudad se convirtieron en diez Ortsamtsbereiche. A estos se les unieron en 1997/99 nueve Ortschaften, cuyo rango es ligeramente distinto al de los Ortsämter.
La evolución económica (desmoronamiento de los mercados orientales, desconocimiento de los productos en el mercado occidental, debilidad de la economía interna, nuevo sistema legal, unión monetaria) condujo por un lado al cierre de empresas. Por otro lado, llegaron nuevas e importantes compañías; así, se establecieron en Dresde la división de fabricación de chips de Siemens (hoy Infineon), la AMD, así como la Gläserne Manufaktur de Volkswagen, dando lugar a lo que se llamó "Silicon Saxony", una asociación de empresas tecnológicas con sede en la región, cuyo nombre imita de forma intencionada a Silicon Valley. Con los años, empresas que se creían desaparecidas o que incluso se habían declarado insolventes volvieron a emerger (industria óptica, delicatessen, etc.)
Durante estos años, se continuaron una serie de tradiciones culturales, como por ejemplo el Festival Internacional de Dixieland de Dresde, que todos los años atrae a cientos de miles de visitantes, y los Festivales Musicales de Dresde. Debido a necesidades económicas, es posible que los Festivales Musicales desaparezcan después de 2006.
En el año 2002, Dresde sufrió lo que se dio en llamar la "crecida del milenio" (Jahrtausendflut). La mayor parte de los daños causados por estas inundaciones pudieron ser arreglados en un plazo relativamente corto.
Se desarrolló para la ciudad un concepto de ordenamiento del tráfico que aún hoy día sólo ha podido ser llevado a la práctica de forma parcial. Se conservó (eso sí, con algunas reducciones) la excelente red de tranvías. 
Se reconstruyó y en otoño de 2005 reinauguró la Frauenkirche. También se han producido significativos avances en la reconstrucción del palacio de Dresde, donde, desde septiembre de 2004, se puede admirar también el museo conocido como "cúpula verde". 
En julio de 2004, la Unesco declaró Patrimonio de la Humanidad el valle del Elba a su paso por la capital sajona (incluyendo una porción del valle de unos 25 kilómetros de longitud). Este título se vio puesto en peligro en 2006 debido al proyecto para construir el controvertido puente del Waldschlößchen. Finalmente, el organismo internacional retiró el emplazamiento de su lista en 2009.
En agosto de 2004 se recrudecieron las tensiones sociales con motivo de un proyecto de reforma laboral (véase borrador Hartz). Un número relativamente bajo de ciudadanos participó posteriormente en nuevas manifestaciones contra el Hartz IV.
Basándose en la primera mención documentada de la ciudad (31 de marzo de 1206), Dresde celebró en 2006 su 800 aniversario. Para celebrar este evento, el 27 de agosto tuvo lugar un gran desfile durante el cual, entre otros actos, se representó el desfile de los príncipes con personas y caballos de carne y hueso.